# Parapercis sexlorata
Parapercis sexlorata és una espècie de peix de la família dels pingüipèdids i de l'ordre dels perciformes.

## Etimologia
El seu nom específic, sexlorata, deriva dels mots llatins sex (sis) i lorata (corretja) i fa referència a les 6 bandes estretes, negres i semblants a corretges que presenta al dors.

## Descripció
Fa 12 cm de llargària màxima i presenta el cap i el cos de color rosa, 6 franges negres -obliqües i estretes- al dors (la primera estenent-se fins a la línia lateral, la segona fins al centre dels flancs i les altres al terç inferior del cos), un petit punt negre al cantó superior de la base de l'aleta caudal, la membrana espinosa de l'aleta dorsal fosca i el llavi superior groguenc. 4 espines i 23 radis tous a l'aleta dorsal i 1 espina i 19 radis tous a l'anal. 19 radis a les aletes pectorals. 31-33 vèrtebres (9-10 abdominals i 22-23 caudals). 53-57 escates a la línia lateral. 10-11 escates predorsals. Escates ctenoides a les galtes (al voltant de 9 fileres horitzontals per sota de la meitat de l'ull). 4-6 + 8-10 branquiespines. 6 dents canines en una filera exterior a la part davantera de la mandíbula inferior. Vòmer amb una filera exterior de 6-7 dents còniques i robustes i d'altres més petites al darrere.

## Hàbitat i distribució geogràfica
És un peix marí, bentopelàgic (entre 86 i 137 m de fondària) i de clima tropical, el qual viu al Pacífic occidental: és un endemisme d'Austràlia (la plataforma continental de fons tous de Queensland i Nova Gal·les del Sud).

## Observacions
És inofensiu per als humans.